# Телебачення «слідом за ефіром»
Телебачення catch up («слідом за ефіром»), Catch-Up TV (різновид Video on Demand) — інтернет-сервіси, що дозволяють переглядати телевізійний контент протягом певного обмеженого періоду часу, що слідує за здійсненням телевізійної трансляції фільму, передачі, тощо. Наприклад, Virgin Media, LiveInternetTV, офіційні сайти ряду українських телеканалів (СТБ, «Новий канал», ICTV тощо).
Термін з'явився в телевізійному середовищі і є логічним розвитком Near VoD або Shift TV, використовуваного поруч супутникових і кабельних операторів цифрового телебачення для додавання інтерактивних якостей свого лінійне мовлення. Перший досвід IPTV мовлення, використовує multicast, дозволяв істотно економити на пропускну здатність IP мереж, але мало відрізнявся від звичайного кабельного або супутникового мовлення. Використання протоколу TCP/IP для транспортування і Http, як способу доступу до даних, дозволило організувати менш вимогливий до обладнання мереж і по-справжньому інтерактивний доступ до відеоданих на серверах провайдерів мереж.
За своєю суттю Catch-up TV це спосіб ретрансляції телевізійних програм захоплених з ефіру, з супутника або кабельної мережі і наданих користувачеві за запитом (On-Demand) або в живу (On-Line).
На Заході телебачення «слідом за ефіром» широко розвинене, один з провідних агрегаторів відео контенту — портал Hulu.com — збирає багатомільйонну аудиторію користувачів щомісяця. Саме послуга телебачення слідом за ефіром (catch up TV) стала основним фактором переходу на цифрове інтерактивне ТБ в США. В Україні ця послуга доступна на відео порталах Virgin Media, LiveInternetTV, або на офіційних сайтах українських телеканалів. Причому відео можна дивитися не тільки на сайті, але і на телевізорі з функцією виходу в Інтернет, і різних гаджетах — iPhone, iPad, Android. Користувачі можуть дивитися відео безкоштовно, в рамках рекламної моделі (в кожне відео інтегруються рекламні ролики). Відео неможливо завантажити з порталу, його можна подивитися лише в режимі реального часу легально.
Catch-up TV використовується локальними / регіональними мультисервісними операторами конвергентних мереж поряд з кабельним телебаченням, послугами доступу в інтернет, IPTV, VoIP etc. OTT використовується для продажу контенту в національних або глобальних мережах. Catch-up TV використовує переважно TS модель передачі даних і легко інтегрується в наявні мережі мовлення.
Для розміщення на сайті відео спеціальним чином оцифровується в кілька потоків. Якщо відео в режимі «слідом за ефіром» пишеться з ефіру, то після запису воно нарізується відеомонтажером, з нього видаляється вся телевізійна реклама, після цього оцифровується, перевіряється і описується редактором, і тільки потім розміщується на порталі. З таким технологічним процесом і пов'язана затримка появи відео на порталі після ефіру.